# Atheta pittionii
Atheta pittionii är en skalbaggsart som beskrevs av Otto Scheerpeltz 1950. Atheta pittionii ingår i släktet Atheta, och familjen kortvingar. Arten är reproducerande i Sverige.